# Filettatura Whitworth
La filettatura Whitworth (dal nome dell'ingegnere che la inventò, l'inglese Joseph Whitworth), nata nel 1833, è il primo progetto di filettatura standard, ed è ancora in uso: ha due passi, fine e grosso; il filetto ha una angolazione al vertice di 55°.
La filettatura Whitworth viene descritta in ISO 7 e ISO 228, in riferimento al British Standard Pipe, la filettatura in uso in Gran Bretagna per i tubi dell'acqua.
Le dimensioni sono a diametro nominale esterno della vite, in analogia alla filettatura metrica ISO, ma sono espresse in pollici e frazioni di pollice; il passo della filettatura è espresso in filetti per pollice.
Se non altrimenti indicato si intende a passo standard.
Esempio: filettatura 1 ½" Whitworth si indica: 1 ½ W, intendendosi quindi a passo standard che per tale dimensione, a norma, è 6 filetti per pollice.
Per passi diversi o comunque per filettature a non standard si indica, scritti di seguito: 
- dimensione in pollici (senza il segno _"_).
- la lettera "x"
- il numero di filetti per pollice
- la Lettera "W"
La filettatura Withworth ha funzione strutturale (bulloni), in analogia ad uguale uso nei bulloni metrici.
In diversi paesi anglofoni la filettatura Withworth è stata abbandonata a favore della metrica: ad esempio, l'industria automobilistica statunitense dal 1970 usa bullonerie metriche.